# Хенле, Фриц
Фриц Хенле (нем. Fritz Henle; 9 июня 1909, Дортмунд, Германия — 31 января 1993, Сан-Хуан, Пуэрто-Рико) — немецко-американский фотограф.

## Биография
Фриц Хенле родился в немецком городе Дортмунд в 1909 году. Он был сыном хирурга Адольфа Хенле (Генле) и внуком Якоба Генле. Его сестра Аннемари Хенле Поуп и брат Вернер Хенле так же как и сам Фриц были вынуждены покинуть нацистскую Германию из-за национальных преследований. Свою карьеру в качестве фотографа он начал в 1928 году. С 1930 по 1931 гг. посещал Баварский государственный институт фотографии (Bayerische Staatslehranstalt für Lichtbildwesen) в Мюнхене.
За шестьдесят лет своей карьеры успел попробовать себя в фотожурналистике, сотрудничая с журналом Life. Фотографии, которые он делал в Тоскане приглянулись пароходной компании «Ллойд Турисмус», и по её заданиям он путешествовал по всей Италии в 1934 году. В 1935—1936 гг. Хенле предоставляется возможность поработать в Японии и Китае. В 1936 году он эмигрировал в США, а в 1942 году стал гражданином США.
В 40-е — начале 50-х гг. он начал проявлять себя в качестве фэшн-фотографа в Нью-Йорке, и наконец, портретиста. Также в США Хенле работал в качестве свободного фотожурналиста, фотографируя для многих журналов среди которых были Fortune, Life, Harper’s Bazaar. В 1958 году Хенле отказался от своей фотостудии в Нью-Йорке и переехал на Санта-Крус на Виргинских островах, там же он женился на одной из своих моделей.
Скончался 31 января 1993 года от сердечной недостаточности в одной из больниц Сан-Хуана (Пуэрто-Рико). У него остались жена, две дочери и два сына.